# Neusa Borges
Pour les articles homonymes, voir Borges.
Neusa Maria da Silva Borges, née le 8 mars 1941 à Florianopolis dans l'état de Santa Catarina, est une actrice et chanteuse brésilienne.

## Filmographie

### Cinéma
- 2004 : Un héros (O Herói) de Zézé Gamboa - Flora

### Télévision
- 1985 : Grande Sertão: Veredas de Walter George Durst - Engrácia